# Liste der Listed Buildings in Prestwick
In dieser Liste sind sämtliche Baudenkmäler in der schottischen Stadt Prestwick in South Ayrshire zusammengefasst. Die Bauwerke sind anhand der Kriterien von Historic Scotland in die Kategorien A (nationale oder internationale Bedeutung), B (regionale oder mehr als lokale Bedeutung) und C (lokale Bedeutung) eingeordnet. Derzeit gibt es in Prestwick zwei Denkmäler der Kategorie A, fünf Denkmäler aus der Kategorie B und zwei aus der Kategorie C.

## Denkmäler
| Name                           | Typ              | Lage                            | Kategorie | Eintrag | Bild                           |
| ------------------------------ | ---------------- | ------------------------------- | --------- | ------- | ------------------------------ |
| St Cuthbert’s Parish Church    | Kirche           | 55° 30′ 25,3″ N, 4° 36′ 11,6″ W | B         | 40327   | St Cuthbert’s Parish Church    |
| Marktkreuz von Prestwick       | Marktkreuz       | 55° 30′ 5,3″ N, 4° 36′ 39,9″ W  | A         | 40328   |                                |
| Altes Rathaus von Prestwick    | Rathaus          | 55° 30′ 7,3″ N, 4° 36′ 38″ W    | B         | 40329   | Altes Rathaus von Prestwick    |
| Alte Pfarrkirche von Prestwick | Kirchenruine     | 55° 30′ 15″ N, 4° 36′ 45,9″ W   | B         | 40330   | Alte Pfarrkirche von Prestwick |
| Kingcase Well                  | Brunnen          | 55° 29′ 20,1″ N, 4° 37′ 6,3″ W  | B         | 40331   | Kingcase Well                  |
| Salt Pan Houses                | Industriegebäude | 55° 29′ 26″ N, 4° 37′ 24″ W     | A         | 40332   | Salt Pan Houses                |
| Prestwick South Parish Church  | Kirche           | 55° 29′ 58″ N, 4° 36′ 40,7″ W   | B         | 49360   | Prestwick South Parish Church  |
| 76–84 Main Street              | Kino             | 55° 29′ 55,5″ N, 4° 36′ 42,1″ W | C         | 49978   | 76–84 Main Street              |
| 5–7 The Cross                  | Geschäftsgebäude | 55° 30′ 6,4″ N, 4° 36′ 37″ W    | C         | 51033   | 5–7 The Cross                  |

- Karte mit allen Koordinaten:
- OSM |
- WikiMap